# Serbie au Concours Eurovision de la chanson 2011
La Serbie a participé au Concours Eurovision de la chanson 2011. 
Le 26 février 2011, une sélection nationale est organisée. La chanson Čaroban de Nina Radojčić est alors choisie.

## Finale 2011
| Ordre | Artiste          | Chanson        | Paroles (l) / Musique (m)                                                       | Télévote | Classement |
| ----- | ---------------- | -------------- | ------------------------------------------------------------------------------- | -------- | ---------- |
| 1     | The Breeze       | Ring Ring Ring | Kornelije Kovač (m), Aleksandar Eraković (l), Damjan Dašić (l), Marko Ćalić (l) | 4 049    | 3          |
| 2     | Aleksandra Kovač | Idemo dalje    | Aleksandra Kovač (m), Spomenka Kovač (l)                                        | 5 994    | 2          |
| 3     | Nina             | Čaroban        | Kristina Kovač (m & l)                                                          | 14 900   | 1          |

## À l'Eurovision
Le pays participera à la première demi-finale le 10 mai 2011.